# Crayon Shin-chan - Otakebe! Kasukabe yasei ōkoku
Crayon Shin-chan - Otakebe! Kasukabe yasei ōkoku (クレヨンしんちゃん オタケベ!カスカベ野生王国?, Kureyon Shin-chan - Otakebe! Kasukabe yasei ōkoku, letteralmente "Crayon Shin-chan - Ruggisci! Il regno selvaggio di Kasukabe") è un film d'animazione del 2009 diretto da Akira Shigino.
Si tratta del diciassettesimo film basato sul manga e anime Shin Chan. Come per gli altri film di Shin Chan, non esiste un'edizione italiana del lungometraggio.

## Trama
Gli amici ed i genitori di Shinnosuke vengono trasformati in animali. Cercando di trovare un rimedio alla situazione, si viene a scoprire che dietro a questa trasformazione c'è un progetto diabolico mirato a trasformare tutti gli esseri umani in animali, e Shinnosuke deve impedire che questo accada.

## Personaggi e doppiatori
| Personaggio       | Doppiatore       |
| ----------------- | ---------------- |
| Shinnosuke Nohara | Akiko Yajima     |
| Hiroshi Nohara    | Keiji Fujiwara   |
| Misae Nohara      | Miki Narahashi   |
| Masao Sato        | Mie Suzuki       |
| Nene Sakurada     | Tamao Hayashi    |
| Tooru Kazama      | Mari Mashiba     |
| Boo               | Chie Satou       |
| Midori Yoshinaga  | Yumi Takada      |
| Ume Matsuzaka     | Michie Tomizawa  |
| Masumi Ageo       | Kotono Mitsuishi |
| Enchiyou          | Rokurō Naya      |
| Mineko Kazama     | Sakiko Tamagawa  |

## Distribuzione

### Edizioni home video
In Giappone il film è stato distribuito in DVD il 25 novembre 2009.